# 117°
117° ist das zweite Studioalbum von Izzy Stradlin, dem ehemaligen Gitarristen und Gründungsmitglied von Guns N’ Roses. Es ist sein erstes Album, das nicht unter einem Bandnamen herausgebracht wurde. In Deutschland wurde es am 23. März, im überwiegenden Teil Europas am 9. März und in den USA am 10. März 1998 veröffentlicht.

## Hintergrund
Nach längerer Zeit auf Reisen kehrte Izzy Stradlin 1995 nach Los Angeles zurück, wo er seinen ehemaligen Bandkollegen Duff McKagan traf. Zusammen mit dem Schlagzeuger Taz Bentley, der gerade seine Band Reverend Horton Heat verlassen hatte, und Rick Richards, der schon Gitarrist bei Izzy Stradlin and the Ju Ju Hounds gewesen war, nahmen sie acht Songs innerhalb von zehn Tagen auf.
Das Album wurde in den Rumbo Recording Studios, Matrix Studios und The Complex Caribbeans Sound-Studios aufgenommen. Es wurde von Eddie Ashworth und Stradlin selbst produziert und gemischt.
Stradlin entschied sich, keine Werbung für das Album zu machen, und ging nicht auf Tour.

## Titelliste
1. Ain't It a Bitch – 3:47
2. Gotta Say – 3:15
3. Memphis (Chuck Berry) – 2:56
4. Old Hat – 3:17
5. Bleedin – 3:15
6. Parasite – 1:36
7. Good Enough – 2:47
8. 117° – 3:10
9. Here Before You – 3:48
10. Up Jumped the Devil (Ronnie Dawson / Barney Koumis) – 2:53
11. Grunt – 4:27
12. Freight Train – 3:25
13. Methanol (Rick Richards / Izzy Stradlin) – 3:27
14. Surf Roach (Izzy Stradlin / Joe Isbell) – 2:24

Abgesehen von Titel 3, 10, 13 und 14 wurden alle Songs von Izzy Stradlin geschrieben.
Die Titel Memphis und Good Enough  entstanden mit dem Line-up von Izzy Stradlin and the Ju Ju Hounds vor der Auflösung der Band.

## Stil
Unter der Überschrift Im bunten Garten der Stile analysierte Stephan Görisch im Darmstädter Echo die einzelnen Lieder. Ain't It a Bitch und Bleedin ordnete er dem Rhythm ’n’ Blues (mit starkem Hang zum Rolling-Stones-Klangbild) zu. Gotta Say bezeichnete er als Country-Rock. Zu Here Before You bemerkte er: „Here Before You verheißt mit blechernem Low-Fi-Intro eine Countrynummer, doch dann poltert Duff McKagans Baß los – und als das Ohr sich eben auf deftigen Rock eingestellt hat, findet die Gitarre zurück zu jenem Twang-Sound, den einst Duane Eddy kreierte.“ An die Surfaris fühlte er sich bei Surf Roach erinnert. In Status-Quo-Manier gespielte Gitarren machte er bei Parasite und dem Titellied 117° aus. Die Coverversion Memphis sei im doppelten Sinne als „nostalgische Erinnerung“ zu verstehen, denn zum einen sei es ein Hit aus dem Jahr 1967, zugleich aber auch eine alte Aufnahme mit den verblichenen Ju Ju Hounds. Für den Rest der Lieder fand Görisch die Worte: „[M]it fast piepsig-knochentrockenen Gitarren gespielte[r] Rock, der mitten zwischen Bo Diddley, Rockabilly und dem puren beatlesschmalzfreien Merseybeat liegt.“

## Rezeption
Der Musikexpress beschrieb 117° als „entspannt und im besten Sinne anspruchslos“ und „sympathisch“. Stephen Thomas Erlewine von Allmusic schrieb, das Vorgängeralben im Vergleich betrachtend, es gäbe „keine Überraschungen“, doch es „rocke härter als die meisten Roots Rock-Alben der späten '90“.
| Quelle              | Bewertung |
| ------------------- | --------- |
| Allmusic            | [ 8 ]     |
| Ultimate-Guitar.com | [ 9 ]     |

## Besetzung
- Izzy Stradlin – Gesang, Gitarre, Bass auf Titel 8 und 9
- Duff McKagan – Bass, Gesang (außer Titel 3, 7, 8 und 11)
- Rick Richards – Gitarre, Gesang
- Taz Bentley – Schlagzeug (außer Titel 3 und 7)

### Zusätzliche Musiker
- Jimmy Ashhurst – Bass, Backing Vocal (auf Titel 3 und 7)
- Charlie Quintana – Schlagzeug (auf Titel 3 und 7)
- Eddie Ashworth – Mandoline (auf Titel 2 und 5)
- Steve Winstead – Backing Vocal (auf Titel 9)